# Чарівна ніч (фільм, 1989)
«Чарівна ніч» («Чародейная ночь») — радянський телефільм 1989 року, знятий режисером Володимиром Геллером на студії «Лентелефільм».

## Сюжет
Телефільм за п'єсою Славомира Мрожека. Двоє відряджених, які давно разом працюють і постійно разом роз'їжджають, поселяються в один номер готелю. Це їм обом неприємне, але вже звичне. Злегка пікіруючись, кому де спати, кому першому вмиватися тощо, вони втомлені заспокоюються і засинають. І тут несподівано у їхньому номері з'являється загадкова жінка. А ще через деякий час у господарів виникають сумніви — чи не сон це.

## У ролях
- Олександр Дем'яненко — відряджений
- Анжеліка Неволіна — загадкова нічна гостя
- Юхим Кам'янецький — відряджений

## Знімальна група
- Режисер — Володимир Геллер
- Оператор — Борис Волох
- Художник — Олександр Євграфов